# バーナード・ハワード (第12代ノーフォーク公)
第12代ノーフォーク公爵バーナード・エドワード・ハワード（英: Bernard Edward Howard, 12th Duke of Norfolk, KG, FRS, FSA、1765年11月21日 – 1842年3月16日）は、イギリスの貴族、政治家。

## 経歴
1765年11月21日、ヘンリー・ハワードとその妻ジュリアナ（旧姓モリニュー）の長男としてシェフィールドに生まれる。父ヘンリーは第22代アランデル伯爵ヘンリー・ハワードの八男バーナード・ハワード（第5代ノーフォーク公爵トマス・ハワードと第6代ノーフォーク公爵ヘンリー・ハワードの弟）の孫にあたるが、破産しかけたワイン商であり、しばしば本家の公爵家に資金援助を仰いでいる人物だった。
1799年に王立協会フェロー（FRS）、1812年にロンドン考古協会フェロー（FSA）となる。
1815年12月16日、三従兄弟  にあたる第11代ノーフォーク公爵チャールズ・ハワード（曽祖父バーナードの兄チャールズの曽孫）が嫡出子の男子なく死去したため、彼が第12代ノーフォーク公爵位を継承することになった。プロテスタントに改宗した11代公爵と異なり、彼はカトリックであったが、1824年制定の議会法によりカトリックのままでも軍務伯としての実務が取れるようになった。ついで1829年にはカトリック救済法により、カトリックに議員資格が認められ、彼も貴族院議員に列した。
1830年には枢密顧問官（PC）に列した。1834年にはガーター勲章勲章士（KG）を受けた。
1842年3月19日にロンドン・セント・ジェイムズ・スクウェア・ノーフォーク・ハウスで死去し、アランデルに葬られた。爵位は長男ヘンリーが継承した。

## 栄典

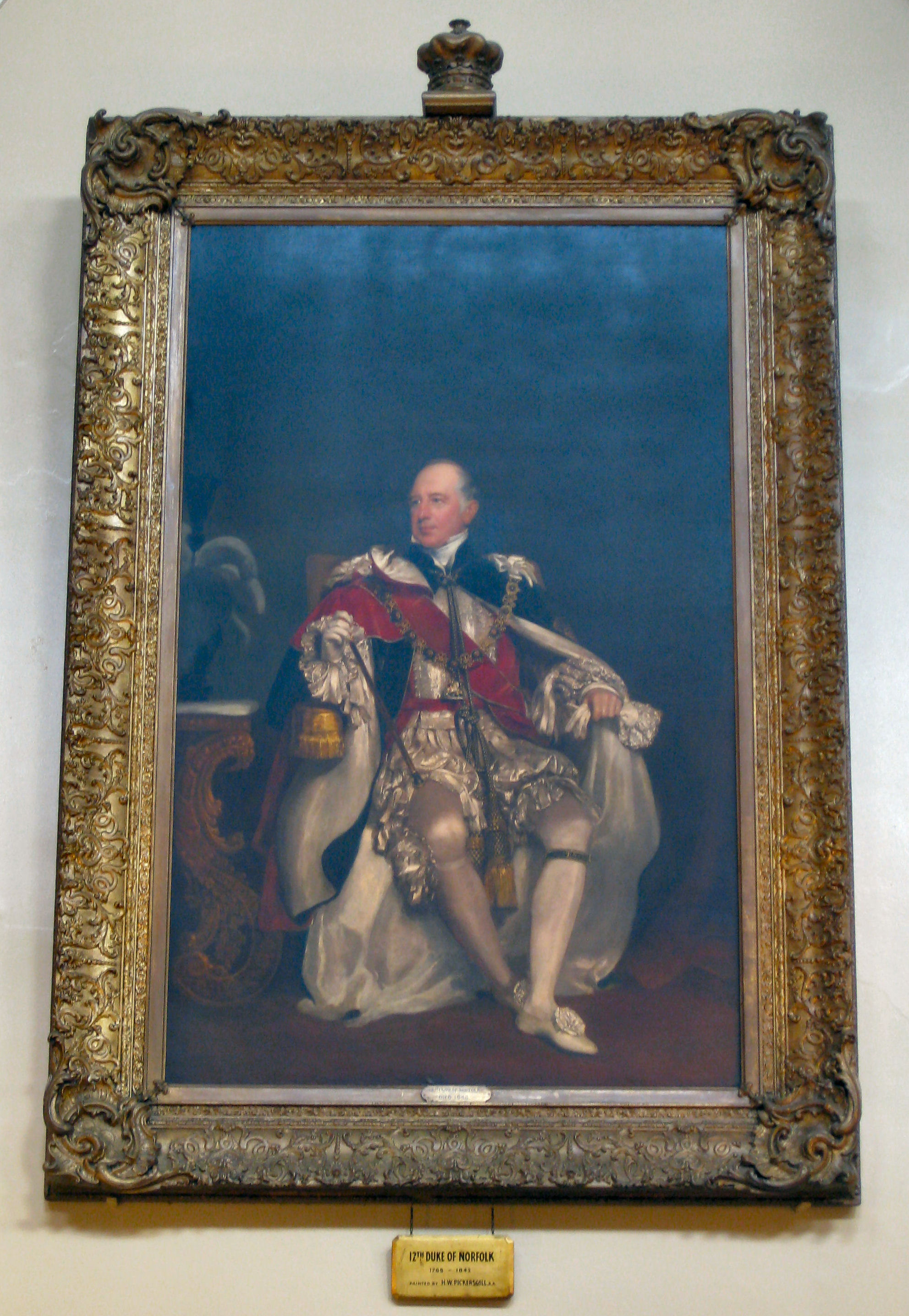
ガーター騎士団の正装をまとう第12代ノーフォーク公の肖像画（ヘンリー・ウィリアム・ピッカースジル画）

### 爵位
1815年12月16日に死去した三従兄弟チャールズ・ハワードから以下の爵位を継承した。
- 第12代ノーフォーク公爵 (12th Duke of Norfolk)
(1483年6月28日の勅許状によるイングランド貴族爵位)
- 第30代アランデル伯爵 (30th Earl of Arundel)
(1138年頃創設のイングランド貴族爵位)
- 第13代サリー伯爵 (13th Earl of Surrey)
(1483年6月28日の勅許状によるイングランド貴族爵位)
- 第10代ノーフォーク伯爵 (10th Earl of Norfolk)
(1644年6月6日の勅許状によるイングランド貴族爵位)
- 第20代マルトレイヴァース男爵 (20th Baron Maltravers)
(1330年6月5日の議会招集令状（英語版）によるイングランド貴族爵位)
- 第10代フィッツアラン＝クラン＝オズワルデスタ男爵 (10th Baron FitzAlan, Clun and Oswaldestre)
(1627年の議会法によるイングランド貴族爵位)

### 勲章
- 1834年、ガーター勲章勲章士（KG）[1]

### 名誉職その他
- 1799年1月17日、王立協会フェロー（FRS）[1]
- 1812年2月20日、ロンドン考古協会フェロー（FSA）[1]
- 1830年、枢密顧問官（PC）[1]

## 家族
1789年にエリザベス・ベラシズ（第2代フォーコンバーグ伯爵ヘンリー・ベラシズの娘）と結婚し、彼女との間に一人息子のヘンリー(第13代ノーフォーク公爵)を儲けた。エリザベスとは1794年に離婚しており、離婚後エリザベスはただちに結婚前からの愛人リチャード・ビンガムと再婚している。